# تيموثي كولفيلد
تيموثي كولفيلد هو عالم قانوني كندي، ولد في 2 ديسمبر 1963 في مقاطعة بارنستابل في الولايات المتحدة.